# Megaleuctra williamsae
Megaleuctra williamsae är en bäcksländeart som beskrevs av Paul E. Hanson 1941. Megaleuctra williamsae ingår i släktet Megaleuctra och familjen smalbäcksländor. Inga underarter finns listade i Catalogue of Life.